# مرکز تجارت جهانی (فیلم)
مرکز تجارت جهانی (انگلیسی: World Trade Center) فیلمی در ژانر مستند درام به کارگردانی الیور استون است که در سال ۲۰۰۶ منتشر شد.

## بازیگران
- نیکلاس کیج
- مایکل پنیا
- ماریا بلو
- جی هرناندس
- جان برنثال
- مگی جیلنهال
- استیون درف
- مایکل شنون
- دونا مورفی
- جود سیکوللا
- فرانک ویلی
- دنی نوچی
- کانر پائولو
- نیکولاس تورتورو
- ویلیام میپاتر